# Тупијскогварански језици
Тупијско-гварански језици су највећа потпородица тупијских језика. Присутни су у Јужној Америци, а укључују око 50 језика, од којих су најпознати гварански и (старо)тупијски.

## Класификација

### Према Родригезу и Кабралу (2012)
Тупијско-гварански језици:
- гварански језици (подгрупа I)
  - гварански језик (дијалекти: западноболивијски гварански, источноболивијски гварански, парагвајски гварански, чирипско-гварански, мбијско-гварански)
  - каивски језик
  - ачески језик
  -  ? шетски језик
- гварајски језици (подгрупа II): 
  - гварајски језик
  - сирионски језик
  - паусернијски језик
- тупијски језици (подгрупа III): 
  - (старо)тупијски језик (укљ. јужнотупијски дијалекат (лингва-жерал паулиста или тупи-аустрал))
  - тупинампски језик (укљ. дијалекте неенгату (лингва-жерал или лингва-жерал амазоника) и потигварски)
  - кокамско-омагвијски језик
  - тупиникимски језик
- тенетехарски језици (подгрупа IV): 
  - аквавски језик (дијалекти токантиско-асурински, парско-сурујски и паракански)
  - ава-каноеирски језик
  - тапирапски језик
  - тенетехарски језик (дијалекти гважажарски и тембејски)
  - туриварски језик
- кавахипски језици (подгрупа VI): 
  - апијачки језик
  - кавахипски језик (велики број дијалеката)
  - кајапски језик
  - карипунски језик
  - уру-па-ински језик
- камајурски језик (подгрупа VII)
- шингујски језици (подгрупа VIIIa): 
  - анампски језик
  - аманајски језик
  - шингу-асурински језик
  - араветски језик
  - аурски језик
  - арарандеварски језик
- северни језици (подгрупа VIIIb): 
  - Еренрајков анампски језик
  - емерилонски језик
  - гувашки језик
  - вајампијски језик
  - зоески језик
  - такуњапски језик
  - капорски језик
  - вајампипукујски језик

### Према Мајклу и сарадницима (2015)
Тупијско-гварански језици
- камајурски језик
- језгро тупијско-гваранских језика
  - (грана)
    - гувашки језик
    - капорски језик
    - ава-каноеирски језик

  - централни
    - (грана)
      - анампски језик, араветски језик
      - шингу-асурински језик

    - (грана)
      - токантиско-асурински језик, паракански језик
      - тапирапски језик

  - периферни
    - вајампијски језик, емерилонски језик
    - кајапски језик, паринтинтински језик
    - дијаспора
      - тембејски језик
      - (језгро језика дијаспоре)
        - (грана)
          - омагвијски језик, кокамски језик
          - тупинампски језик

        - јужни
          - сирионски језик, јукијски језик
          - гварајски језик, паусернијски језик
          - гварански
            - ачески језик
            - мбијски језик
            - парагвајско-гварански језик
            - (грана)
              - шетски језик, каивски језик, нандевски језик
              - тапиетски, чиригвански

Према О'Хагану (2014) пра-тупијско-гварански језик је настао у доњем делу тока река Токантис и Шингу. Пра-омагва-кокамски се затим проширио узводно дуж обала реке Амазон, а пра-тупинамба на југ дуж атлантске обале, док се јужна грана проширила узводно обалама река Токантис и Арагваја према басену реке Парана.